# Neotheronia melanocera
Neotheronia melanocera là một loài tò vò trong họ Ichneumonidae.